# Halderberge
Halderberge és un municipi de la província del Brabant del Nord, al sud dels Països Baixos. L'1 de gener del 2009 tenia 29.380 habitants repartits sobre una superfície de 75,24 km² (dels quals 0,61 km² corresponen a aigua). Limita al nord amb Moerdijk, a l'oest amb Steenbergen, a l'est amb Etten-Leur i al sud amb Roosendaal i Rucphen.

## Centres de població
- Oudenbosch (13.110 h)
- Hoeven (6.560 h)
- Oud Gastel (6.360 h)
- Bosschenhoofd (2.180 h)
- Stampersgat (1.330 h)

## Ajuntament
- VVD 4 regidors
- Werkgroep Oud Gastel Stampersgat 4 regidors
- Progressief Halderberge 4 regidors
- CDA 3 regidors
- Hoeven2000 3 regidors
- Gemeentebelangen 2 regidors
- ONS Halderberge 1 regidor